# Athelas
Athelas (v Obecné řeči králův lístek, quenijsky asëa aranion) je fiktivní bylina s léčivými účinky, která se objevuje v románu Pán prstenů J. R. R. Tolkiena.

## Původ a účinky
Rostlina pocházela původně z ostrova Númenoru. Je možné, že ještě předtím rostla v Beleriandu, který na konci Prvního věku zaplavilo moře. V době Války o Prsten na konci Třetího věku na severu Středozemě už byly její účinky známy jen lidem putujícím v divočině. Také na jihu v Gondoru byla rostlina už téměř zapomenuta, avšak její lidový název králův lístek vyjadřoval víru, že v rukou krále má léčebné účinky. Protože však poslední král opustil Gondor před téměř tisíci lety, athelas byl připomínán jen v polozapomenutých říkankách.
Aragorn několikrát použil athelas, aby pomohl svým přátelům, pokud utrpěli těžká zranění:
- Když při souboji s Prstenovými přízraky bodl Froda do ramene Černokněžný král prokletou morgulskou dýkou, zůstal v ráně úštěpek čepele. Aragorn tehdy v lesích u Větrova nalezl athelas a použil jeho listy ke zpomalení účinků morgulské dýky.
- Nasbíraný athelas pak využil ještě jednou poté, co Společenstvo uniklo z Morie, kde Frodo a Sam Křepelka utrpěli zranění od skřetů. Více athelasu zpod Větrova mu však již nezbylo.
- Athelas potom Aragorn využíval jako účinný lék proti temné nemoci gondorských vojáků, kterou lidé označovali Černý dech. Nemoc způsobovali nazgûlové a každý postižený se rychle propadal do zlých snů, z nichž už se zpravidla neprobudil. V Gondoru však bylo velmi nesnadné athelas sehnat, protože nikdo nevěděl o jeho účincích, naštěstí se jej však podařilo najít u nějakého starce, který jej užíval v odvaru proti bolestam hlavy. Aragorn s pomocí athelasu vyléčil z Černého dechu Faramira, Éowyn i Smělmíra.

Je zajímavé, že athelas se při každém použití projevoval poněkud odlišně, zejména odlišnou vůní.

## Vzhled
V knize není rostlina nijak detailně popsána, nicméně má podlouhlé listy a charakteristickou nasládlou vůni, podle níž ji může najít ten, kdo ji zná. Listy zřejmě voní poměrně výrazně, protože Aragorn rostlinu pod Větrovem nalezl téměř potmě. Pokud se listy rozmačkají, jejich sladká či spíše „zdravá“ vůně se ještě zintenzivní. Ve filmovém zpracování jde o menší rostlinu s temně zelenými listy. Inspirací pro Tolkiena byla možná bazalka, jíž jsou přisuzovány léčebné účinky a její název (z řec. basilikos, královský) tomu rovněž nasvědčuje.